# 川島麻利
川島 麻利（かわしま まり、1993年6月22日 - ）は、栃木県出身の元女性ファッションモデル、ジュニアアイドル。エヴァーグリーン・エンタテイメントに所属していた。

## 略歴

### 生い立ち
1993年、栃木県で生まれる。家族構成は父、母、兄。父は建築関係の自営業をしている。

### キャリア
小学生の時にいちにのさんに所属し、中学生の時にハーツエージェントに移籍。
いちにのさん時代にジュニアアイドルとしてイメージDVDを1本リリースしたが、モデルを目指しハーツエージェントに移籍後、ラブベリー専属モデルオーディションに応募。このオーディションはプロダクション所属者応募不可であったため話し合いの末、退社。
2007年、ローティーン向けファッション雑誌「ラブベリー」（徳間書店）の第6回ラブベリー専属モデルオーディションに応募。編集者の「目力の強さにビビッときた」「ラブベリーを盛り上げてくれそうなオーラがある」という理由で4823人の中からグランプリに選ばれる。同年6月号から同誌の専属モデル（ラブベリーナ）として活動し、2010年3月号で卒業した。

## 人物
特技は小学2年生から現在まで続けているバレーボール、趣味はピアノ演奏と音楽鑑賞。視力が悪いため、コンタクトレンズを使用している。
好きなアーティストはHY、木村カエラ。俳優では堀北真希、長澤まさみ。歴史上の人物では坂本龍馬。好きな色はオレンジ色、緑色、黒色、白色。
好きなアニメは『スポンジ・ボブ』。好きな漫画は『ラブ★コン』。
好きな菓子は青リンゴ味のグミ。缶詰の桃が苦手。缶詰でない生の桃は食べられる。好きな言葉は「苦あれば楽あり」。

### 交友関係
- 最も仲の良いラブベリーナは竹田美沙紀。憧れのラブベリーナは渡辺梨夏子、坂田梨香子[要出典]。

## 作品

### 映像作品
- 川島麻利 12歳（2006年7月21日、日本メディアサプライ）

## 出演

### 雑誌
- ラブベリー（2007年6月号 - 2010年3月号、徳間書店）専属モデル

### テレビ番組
- エンタ!371 体育の時間（2005年12月16日、SKYperfectTV!371ch）ファン投票第1位 [1]